# 6G
6G (Thế hệ mạng di động thứ 6 hoặc hệ thống không dây thứ 6) là thế hệ tiếp theo của công nghệ truyền thông di động sau thế hệ 5G. Công nghệ mạng 6G hiện tại chưa có khái niệm định nghĩa và sẽ được đưa vào hoạt động vào khoảng năm 2030 nhằm thỏa mãn mọi kỳ vọng mà 5G chưa đáp ứng được. Tầm nhìn năm 2030 đó là xã hội của chúng ta được chèo lái bởi dữ liệu, được hiện thực hóa bởi kết nối không dây không giới hạn gắn kết với Mạng lưới vạn vật kết nối Internet, công nghệ trí tuệ nhân tạo và gần như tức thời.

## Chức năng công dụng
Mạng không dây mới sẽ sử dụng công nghệ điện toán và trí tuệ nhân tạo phi tập trung, cũng như các chất liệu và ăng-ten ở mức tần số rất cao.

## Các dự án nghiên cứu

### Dự án 6Genesis
Ngày 20 tháng 4 năm 2018, Viện Hàn lâm Phần Lan đã công bố quỹ dự án "6Genesis Lưu trữ ngày 18 tháng 5 năm 2018 tại Wayback Machine", một chương trình nghiên cứu kéo dài 8 năm để khái niệm hóa mạng 6G dưới sự giám sát của Trung tâm Truyền thông Không dây của Đại học Oulu.